# Carmel Hamlet
Carmel o conocido como Carmel Hamlet es un lugar designado por el censo ubicado en el condado de Putnam en el estado estadounidense de Nueva York y además es su sede de condado. En el año 2000 tenía una población de 5,650 habitantes y una densidad poblacional de 257 personas por km². Carmel se encuentra ubicado dentro del pueblo de Carmel.

## Geografía
Carmel se encuentra ubicado en las coordenadas 41°25′14″N 73°40′38″O / 41.42056, -73.67722. Según la Oficina del Censo, la ciudad tiene un área total de 27 km² (10,4 mi²), de la cual 22 km² (8,5 mi²) es tierra y 5 km² (1,9 mi²) (11.22%) es agua.

## Demografía
Según la Oficina del Censo en 2000 los ingresos medios por hogar en la localidad eran de $66,755, y los ingresos medios por familia eran $85,488. Los hombres tenían unos ingresos medios de $51,910 frente a los $36,612 para las mujeres. La renta per cápita para la localidad era de $29,523. Alrededor del 5.1% de la población estaban por debajo del umbral de pobreza.